# Mike Wengren
Mike Wengren (født 3. september 1971 i Chicago) er en amerikansk trommeslager for heavy metalbandet Disturbed. Mike begyndte at spille på trommer som 10-årig hvor han tog nogle få leksioner men begyndte ikke at tage det alvorligt før i en alder af 15. Han plejede altid at drive sine forældre til vanvid da han gik og slog på alle ting
Han siger de bands der har haft størst indflydelse på hans karriere som trommeslager er Tommy Lee (fra Mötley Crüe), Metallica, Slayer, Vinnie Paul (fra Pantera), Racer X, og Testament.[kilde mangler]